# Zalesie (Biała Podlaska)
Pour les articles homonymes, voir Zalesie.
Zalesie (prononciation : [zaˈlɛɕɛ]) est un village polonais de la gmina de Zalesie dans le powiat de Biała Podlaska de la voïvodie de Lublin dans l'est de la Pologne.
Le village est le siège administratif (chef-lieu) de la gmina appelée gmina de Zalesie.
Il se situe à environ 18 kilomètres à l'est de Biała Podlaska (siège du powiat) et 104 kilomètres au nord-est de Lublin (capitale de la voïvodie).
Le village comptait approximativement une population de 648 habitants en 2013.

## Histoire
De 1975 à 1998, le village est attaché administrativement à la voïvodie de Biała Podlaska.

Depuis 1999, il fait partie de la voïvodie de Lublin.

## Galerie
Autres vues du village:

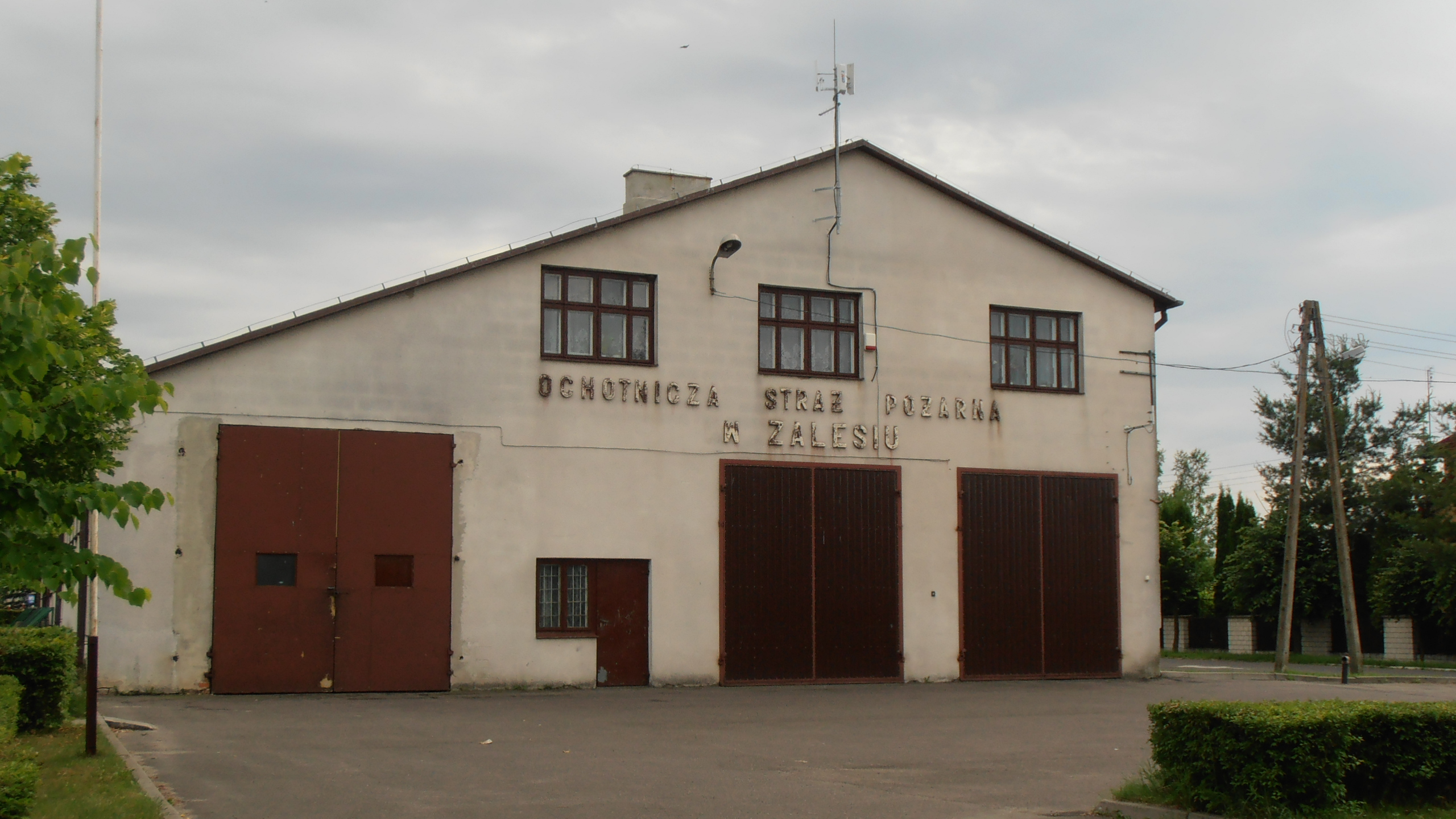
Caserne de pompiers dans Zalesie